# Йосип Лі Шань
Йосип Лі Шань (1965, КНР) — католицький архієпископ, ординарій пекінської архієпархії.

## Життєпис
21 грудня 1989 висвячений на священника.
Висвячений на єпископа 21 вересня 2007 в Пекіні після смерті 20 квітня 2007 неканонічного архієпископа Китайської Патріотичної церкви Михайла Фу Тешаня. Призначення китайським урядом Йосипа Лі Шаня схвалено Святим Престолом, таким чином Йосип Лі Шань став одним із небагатьох китайських католицьких єпископів, які мають від китайської влади офіційний дозвіл на пастирську діяльність і перебувають у повному спілкуванні з Ватиканом. Римський папа Бенедикт XVI отримав від Йосипа Лі Шаня прохання про його висвячення в єпископа. Римський понтифік, враховуючи складність становища Католицької церкви в Китаї, погодився на здійснення цього висвячення.